# 昆虫成長制御剤
昆虫成長制御剤（こんちゅうせいちょうせいぎょざい、英語: insect growth regulator, IGR）とは、昆虫の成虫には影響を与えないが、変態させず卵および幼虫を死滅させる薬物の総称。キチン質合成阻害薬、昆虫幼若ホルモン薬が存在する。哺乳類に対する毒性は弱い。